# Angelzoom
Angelzoom es el trabajo musical de la solista Claudia Uhle, vocalista de la banda alemana X-perience. Este trabajo en solista es de estilo dark wave y gótico. Angelzoom es clasificado bajo los géneros de synthpop y dark ambient.

## Historia
La historia no es tan grande.
La cantante Claudia Uhle antes de iniciar su carrera musical fue influenciada por los sonidos oscuros y góticos de muchas bandas, como Adiemus, Camouflage, Björk, Deine Lakaien, Depeche Mode, Enya, Filmmusik, Mike Oldfield, Peter Gabriel, Kate Bush, Sting y Wolfsheim.
En el año 2004, Uhle firmó un contrato con Nuclear Blast, para comenzar su carrera con su disco que salió ese mismo año llamado igualmente como su trabajo: Angelzoom (album). El disco se asemejaba a las ondas oscuras y góticas. La banda Apocalyptica colaboró en una de las canciones. Se incluye una versión de la canción Crawling del grupo de Nu metal
Linkin Park; esta es una versión más tranquila que la original. También incluye una versión de la canción Blasphemous Rumours de Depeche Mode. Su estilo es predominantemente electro con una marcada influencia New Age y Darkwave.

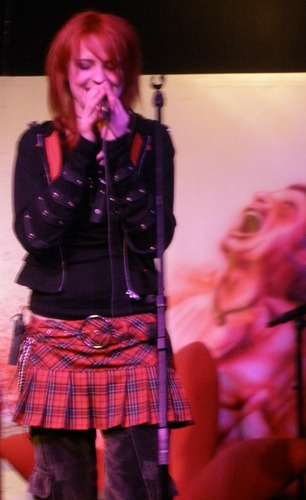
Uhle, en un concierto de Angelzoom ofrecido en Berlín el 20 de mayo de 2011

Luego de 6 años, Uhle regresó con el segundo álbum de estudio. Esta vez destaca mayor uso de percusiones, sintetizadores y un nuevo género Synthpop.
Nothing Is Infinite lleva por título, lanzado en septiembre del 2010. Llevó como primer sencillo The Things You Said, versión de la banda Depeche Mode, mostrando el nuevo estilo Techno del proyecto.
Respecto al nombre del álbum, Uhle ha dicho que hace parte de su filosofía: "Nothing is infinite, soul remains" (Nada es infinito, el alma perdura).
Posteriormente Uhle anunció a través de su página de Facebook un DVD para otoño del 2012 y un tercer álbum de estudio para principios del 2013, no obstante debido a falta de presupuesto no pudo realizarse ninguno de los dos.
En el transcurso del 2013 lanzó un sencillo titulado "A Lilly of the Valley" a través de varios servicios de streaming, alejándose un poco del estilo oscuro de sus inicios para acercarse más a un perfil New Age.
En el 2014 colaboró con The Dark Tenor en una versión de la pieza Lascia ch'io pianga para su álbum debut: Symphony of Light. Desde entonces no ha producido nuevo material y se desconoce futuros proyectos musicales.

## Angelzoom
Lanzado el 4 de octubre de 2004. Con el álbum debut de Angelzoom, Claudia Uhle unificó en poco tiempo los mejores momentos y viejos sonidos de X-Perience. Ella se fue de gira con Witt, Nick Page y Apocalyptica, fue promocionada en diversos medios de comunicación y gozó de un éxito arrollador en los chats con el tema "Peace of Mind", una banda sonora de la película Alone in the Dark y la banda se abrió paso en la comunidad internacional. 
Los intentos de clasificar el estilo de su álbum debut se definiría como música estilo "Ambient Dark" pasando por una mezcla de sonido ambiental, electrónico y neo-clásico. 
Uhle, aun estando con X-perience decide empezar su proyecto en solitario, debido a un receso que se había tomado la banda.
El nombre Angelzoom deriva de un tema de X-Perience, una pieza tranquila y banda sonora que ha allanado y preparado el camino para este proyecto en solitario.

## Nothing Is Infinite
En 2007, Uhle decide abandonar por completo a X-Perience para concentrarse en Angelzoom. Lanzándose el 24 de septiembre de 2010 el segundo álbum de estudio de Angelzoom, después de 6 años de ausencia.
Comparado con su predecesor el sonido de "Nothing Is Infinite" es mucho más pesado. Es más "oscuro" y más emocional. Fue de nuevo producido por Bernd Wendlandt, (Silver Moon, Bizarre Cinema, Silly, Nik Page) en los estudios Valicon de Berlín.
El álbum "Nothing is Infinite" (Nada es Infinito) cuenta, al igual que su predecesor, con dos versiones (covers) reinterpretadas individualmente, "Fragile" (Frágil) de Sting y "The Things You Said" (Las Cosas Que Dijiste) de Depeche Mode.

## Música y voz
Claudia Uhle cuando era niña tomaba lecciones para flauta y piano, luego se interesó por el canto. Para financiar sus estudios de canto, trabajo como organista en varias iglesias. En la secundaria recibió una especialización en música, canto en varios coros, e incluso llegó a cantar en el "Coro Para Ópera Estatal De Berlín". Fue entrenada para ser tanto una cantante lírica como popular.
Su tipo de voz corresponde al de una Mezzosoprano de coloratura, con tres octavas desde si2  hasta si5 (Alcanzado en "Crawling")

## Discografía
- 2004 - Angelzoom
- 2010 - Nothing Is Infinite

## Singles
- 2004 - Fairyland
- 2005 - Back In The Moment
- 2010 - The Things You Said
- 2011 - Everyone Cares
- 2013 - A Lilly of the Valley

Colaboraciones
- 2005 - «Road Of Damnation» - Nik Page y Angelzoom
- 2005 - «Fireraiser» - Nik Page y Angelzoom
- 2009 - «Hoffnung» - Colaboración en la lírica para la banda Eisblume
- 2014 - «Lascia ch'io pianga» - The Dark Tenor y Angelzoom.